# とみなが貴和
とみなが 貴和（とみなが きわ）は、日本のライトノベル作家・小説家。

## 作品リスト

### ライトノベル
- EDGEシリーズ（講談社X文庫ホワイトハート版）
  - EDGE～エッジ～（1999年10月刊）
  - EDGE2～三月の誘拐者～（2000年6月刊）
  - EDGE3～毒の夏～（2001年4月刊）
  - EDGE4～檻のない虜囚～（2004年8月刊）
  - EDGE5～ロスト・チルドレン～（2006年9月刊）
- EDGEシリーズ（講談社文庫版）
  - EDGE（2006年10月刊）[出版社]
  - EDGE2 3月の誘拐者（2007年1月刊）[出版社]
- 夏休みは命がけ！（角川スニーカー文庫版）
  - 夏休みは命がけ！（2002年7月刊）イラスト・浅田弘幸（角川文庫版）
  - 　夏休みは命がけ！（2005年7月刊）イラスト・鈴見敦 [出版社]
- セレーネ・セイレーン（1998年9月刊）（講談社X文庫ホワイトハート）

### 雑誌掲載
- 夏の夜語り（2002年5月号）イラスト・北畠あけ乃 [出版社]（小説b-boy／リブレ出版社）

- 春宵弓張月（2002年7月号）イラスト・高永ひなこ [出版社]（小説b-boy／リブレ出版社）

### マンガ原作
- EDGE 黄昏の爆弾魔（全3巻）緋乃鹿六（2006年8月～2008年3月）（マガジンZコミックス）

### エッセイ
- Cobalt 2009年1月号（集英社）「懐かしのヒーロー・ヒロイン」（2p）
- 小説新潮 2006年6月号（新潮社）「ああ、恥ずかし」（1p）
- 小説Dear＋ 2005年フユ号（新書館）「モエ・ダン」（1p）
- 月刊国語教育 2004年3月号（東京法令出版）「わたしは誰か、ということ」（3p）

### インタビュー
- 小説新潮 2005年10月号（新潮社）「若手作家座談会 “ラノベ”世界へようこそ！　桜坂 洋・桜庭一樹・とみなが貴和　（案内役）大森 望」
- インビテーション2006年11月号（ぴあ刊）[出版社]
- EDGE特別企画！原作とみなが貴和氏×漫画緋乃鹿六氏　スペシャル対談（2006年）
- 活字倶楽部１９（2000秋号）（雑草社刊）「要チェック新人作家インタビュー！／とみなが貴和・円山夢久・三浦しをん」[出版社]